# Palazzo Rosso
Le Palazzo Rosso ou Rodolfo e Francesco Maria Brignole est un édifice historique situé au numéro 18 de la via Garibaldi dans le centre historique de Gênes.
Depuis le 13 juillet 2006, le palazzo Rosso fait partie des 42 palais des Rolli inscrits dans la liste du patrimoine mondial de l'humanité de l'UNESCO.
Exemple remarquable d'un palais-musée du Seicento, il accueille la première partie des collections des Brignole-Sale, léguée à la ville de Gênes en 1874. Le palazzo Rosso avec les collections des proches Palazzo Bianco et Palazzo Doria-Tursi, constituent le pôle muséal de la Strada Nuova.

## Le palais
« Le premier palais que j'ai vu a été le palais Brignole ; façade rouge, escalier de marbre tout droit. Les appartements ne sont pas aussi grands que dans beaucoup d'autres, mais la tenue générale, les mosaïques des parquets, et les tableaux surtout, en font peut-être le plus riche de Gênes. »

— Notes de voyages en 1845 de Gustave Flaubert.
En 1671, sa construction sous la forme d'une double demeure est confiée à l'architecte Pietro Antonio Corradi (it) selon les souhaits des deux frères Rodolfo et Gio Francesco Brignole Sale qui se partagent les deux piani nobili. Le complexe édifié selon un plan en U - qui s'articule en trois bâtiments, le palazzo padronale (maison de maître), le palazzo Rosso et un bâtiment pour le personnel – est fermé par une galerie d'arcades. L'accès aux étages se fait depuis une cage d'escalier située dans l'atrium. Son jardin suspendu est aussi très caractéristique.

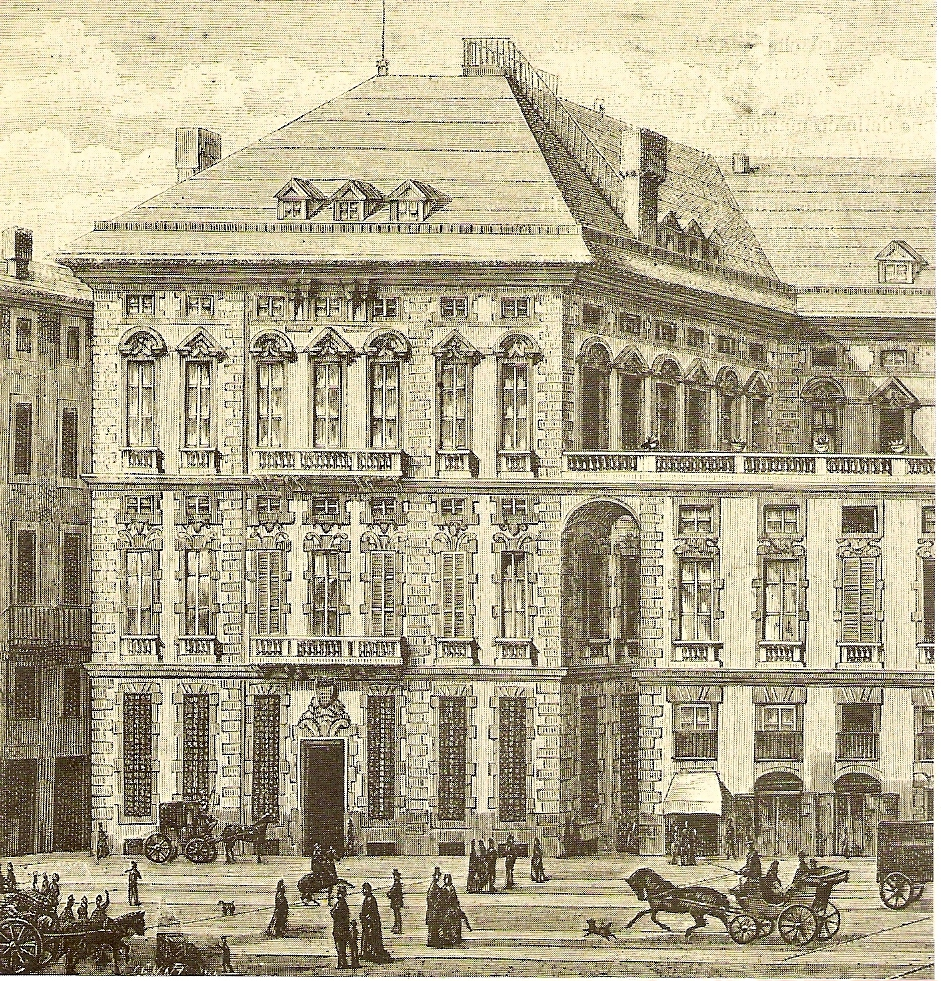
Représentation du palais au XIXe siècle.

Les premières interventions décoratives sont réalisées en 1679 par Domenico Piola et Gregorio de Ferrari avec la collaboration de fresquistes à quadratura et stucateurs, achevant le salon et la fresque sur la voûte - chef-d'œuvre de De Ferrari, malheureusement détruit par les bombardements de la Seconde Guerre mondiale – et quatre salles dont la décoration est dédiée aux Quatre Saisons.
En 1691, la seconde phase décorative est entamée avec les fresques de Giovanni Andrea Carlone, Carlo Antonio Tavella et de Bartolomeo Guidobono, puis complétée par diverses interventions de restauration et de décoration jusqu'à la fin de la moitié du XIXe siècle.
Gio Francesco II (neveu de Gio Francesco I), qui, en 1746, devient doge de la république de Gênes en est également le mécène. La même année, l'architecte Francesco Cantone redéfinit l'aspect de la façade, caractérisée par des protomés léonins qui marquent les architraves des fenêtres des deux piani nobili ; ce symbole rappelle les armoiries de la famille, représentant un lion rampant sous un prunier, appelé en dialecte génois brignòle.

## Les collections
Outre le palais et son mobilier, la duchesse de Galliera, dernière héritière en 1874, donna à la commune de Gênes, la splendide collection d'art pictural rassemblée par les générations successives de la famille Brignole Sale.
Aujourd'hui, la galerie de tableaux se caractérise par des portraits de peintres flamands, des œuvres de Guido Reni, de Guercino, de Mattia Preti, de Bernardo Strozzi ainsi que des toiles du XVIe siècle vénitien de Palma il vecchio et de Véronèse.
Dans les années 1953-1961, l'espace muséal est modifié et doublé en y insérant la collection de céramique et celle de numismatique, situées ailleurs précédemment. De diverses provenances, la collection de textiles est regroupée, et pour l'occasion se crée un dépôt. En outre, dans la mezzanine entre le premier et le second piano nobile sont abritées les collections topographiques et cartographiques.

Documentation de la rénovation de 1953-1961 par Paolo Monti.
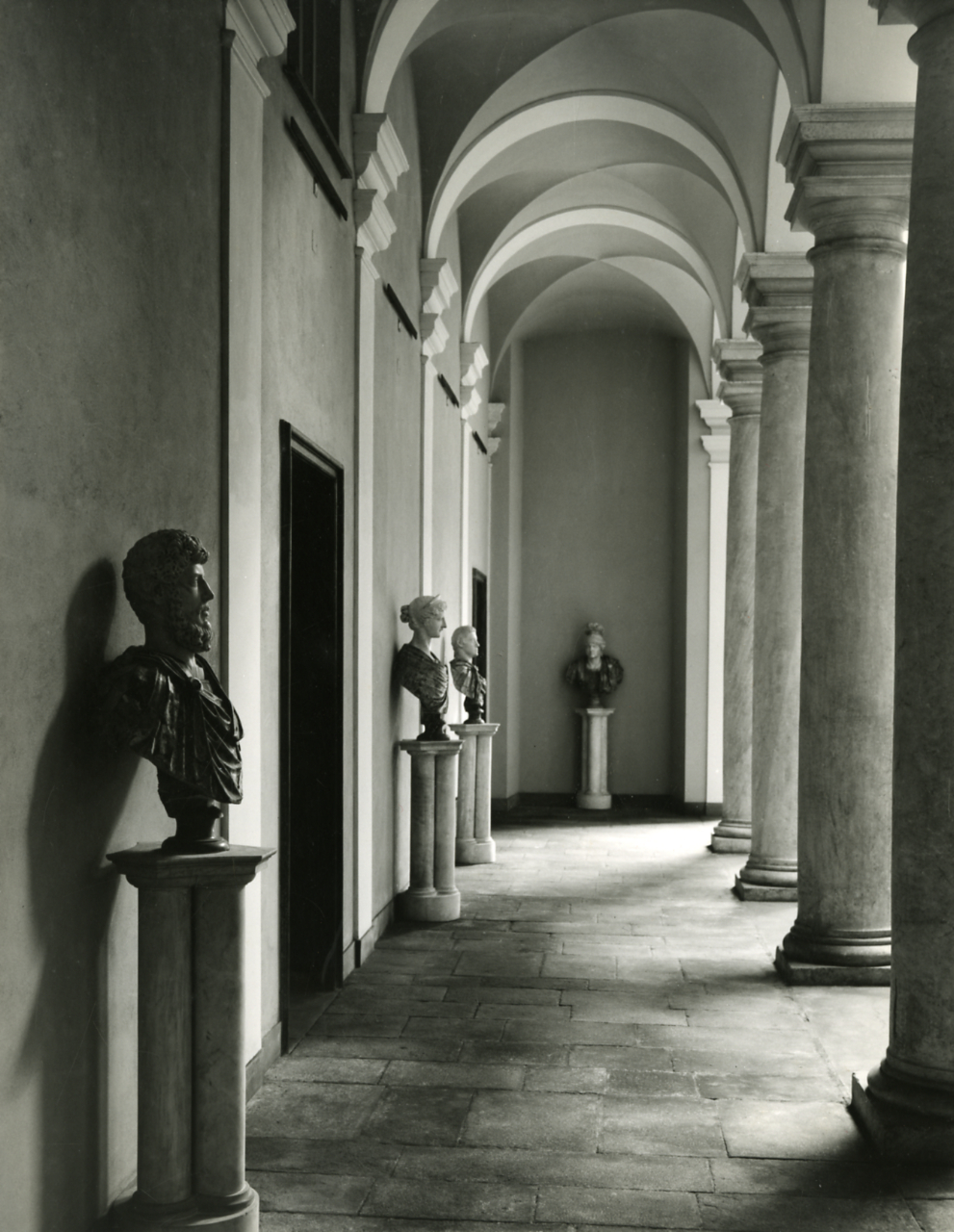
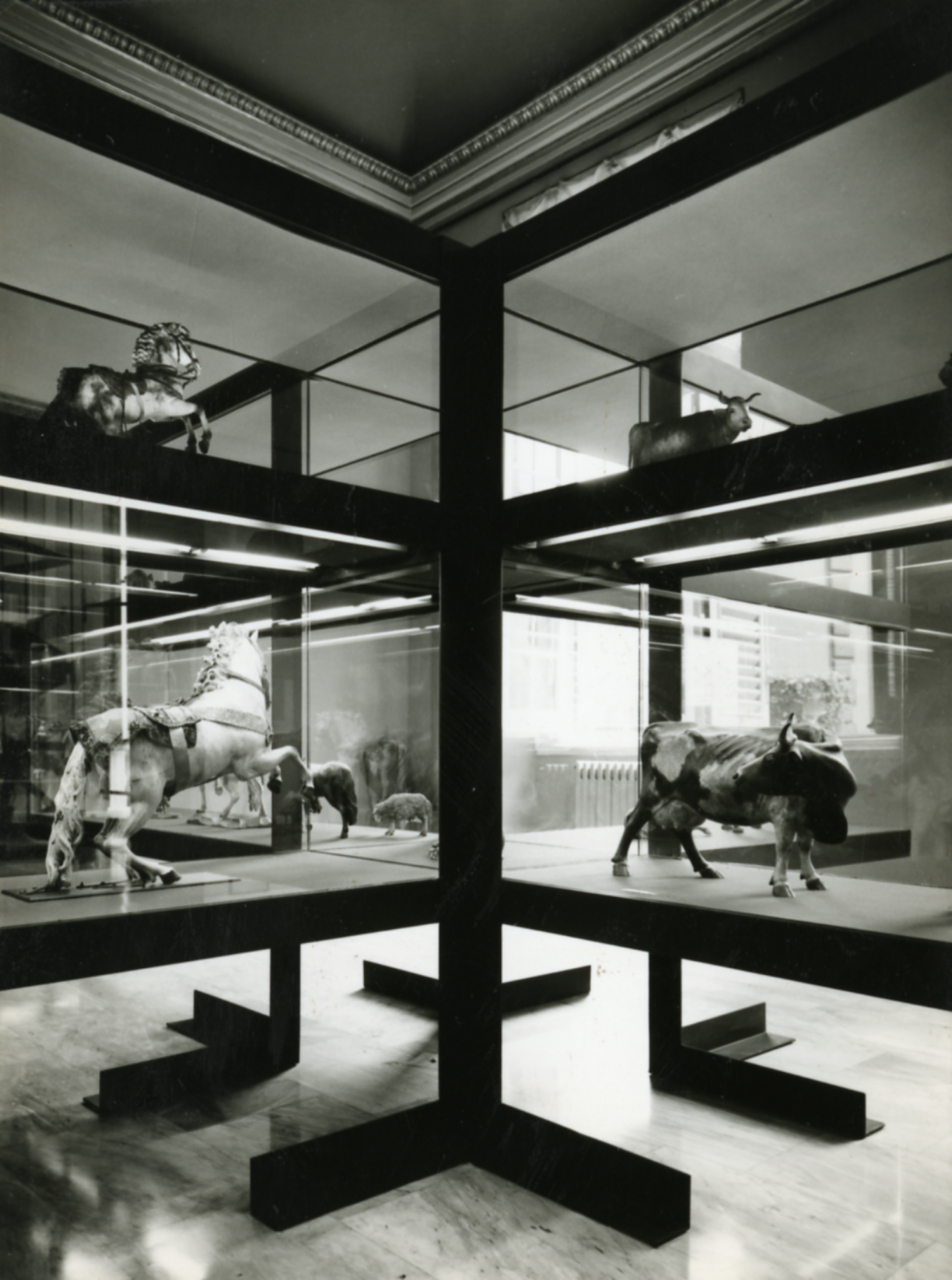
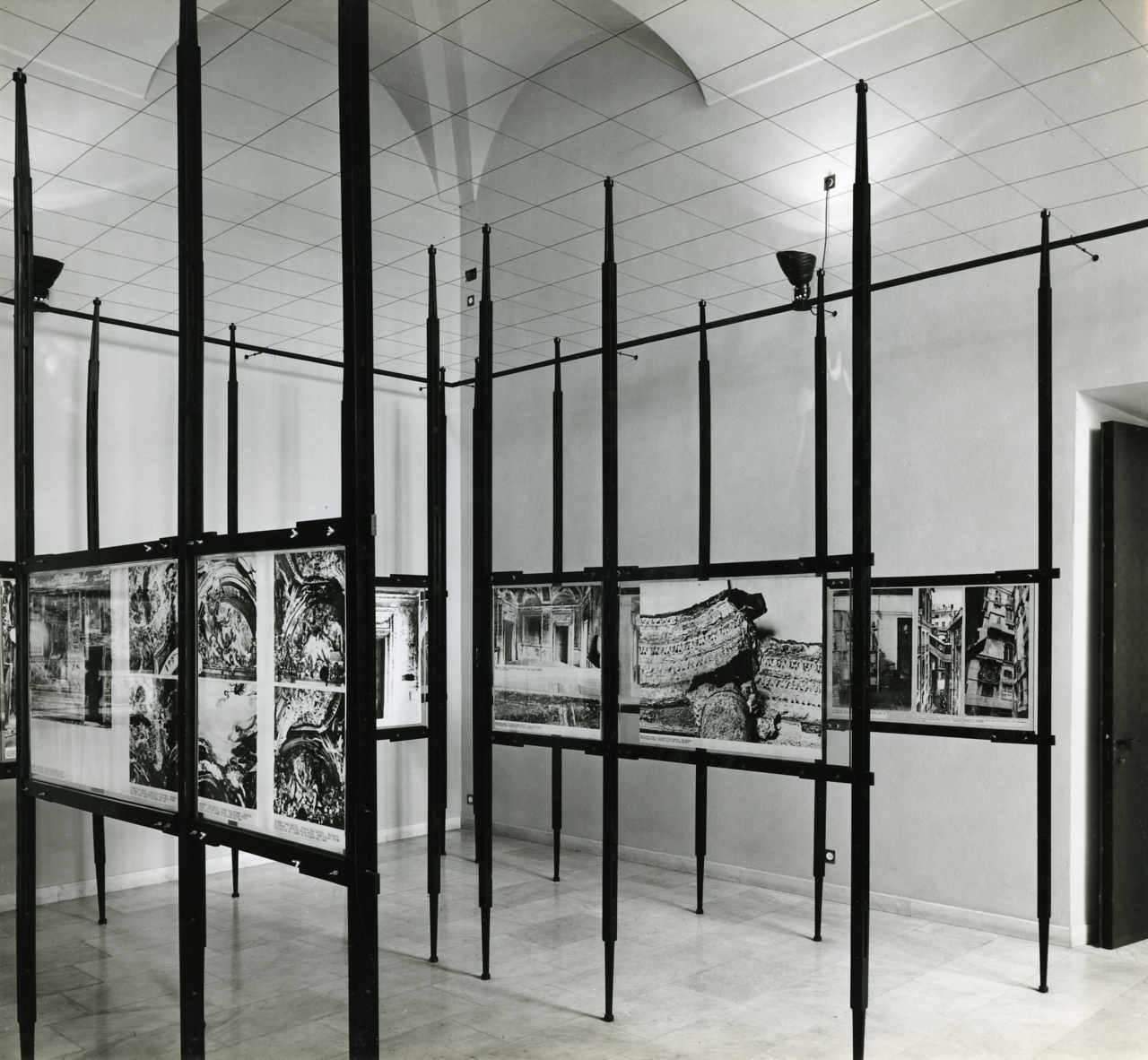
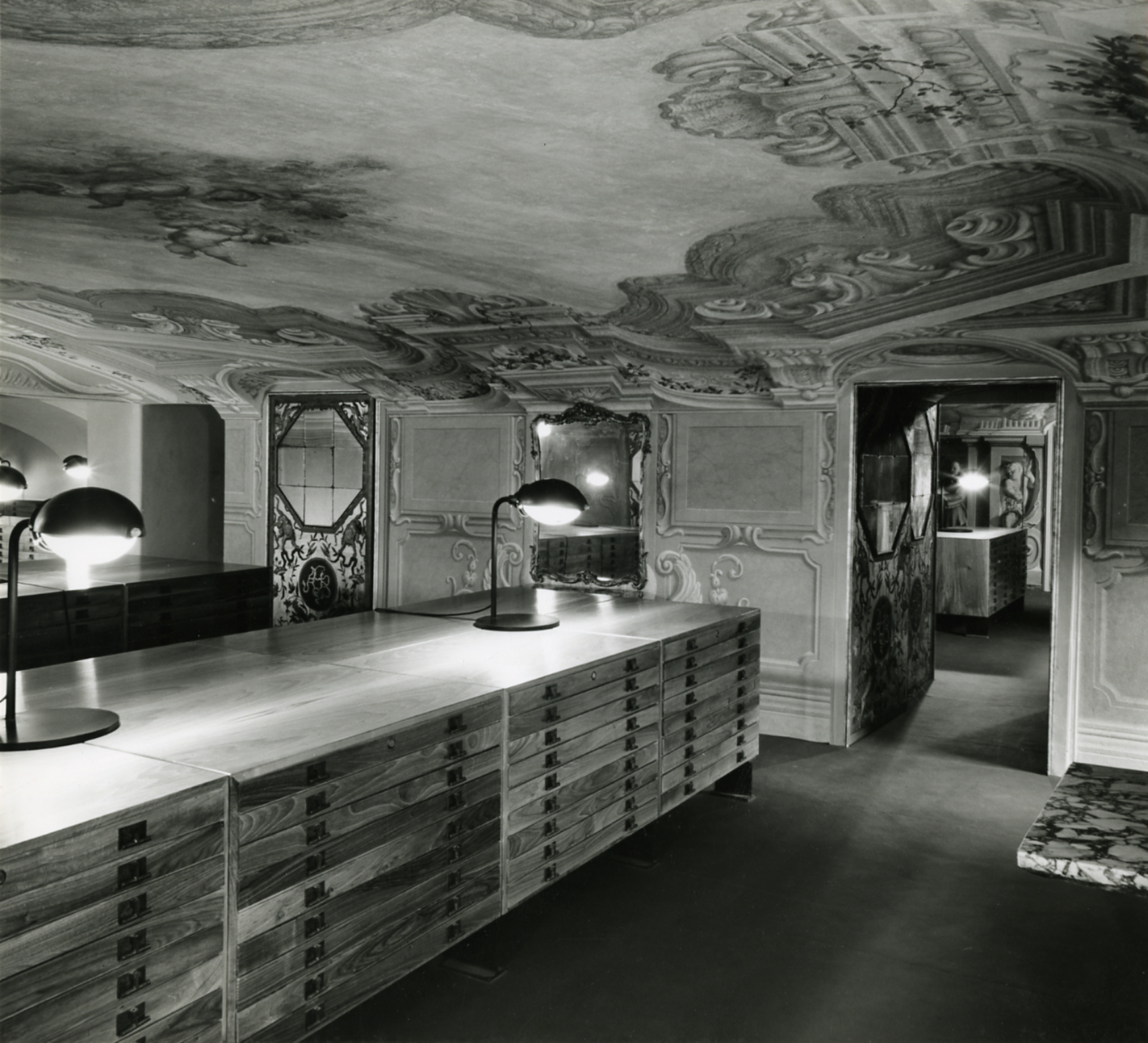
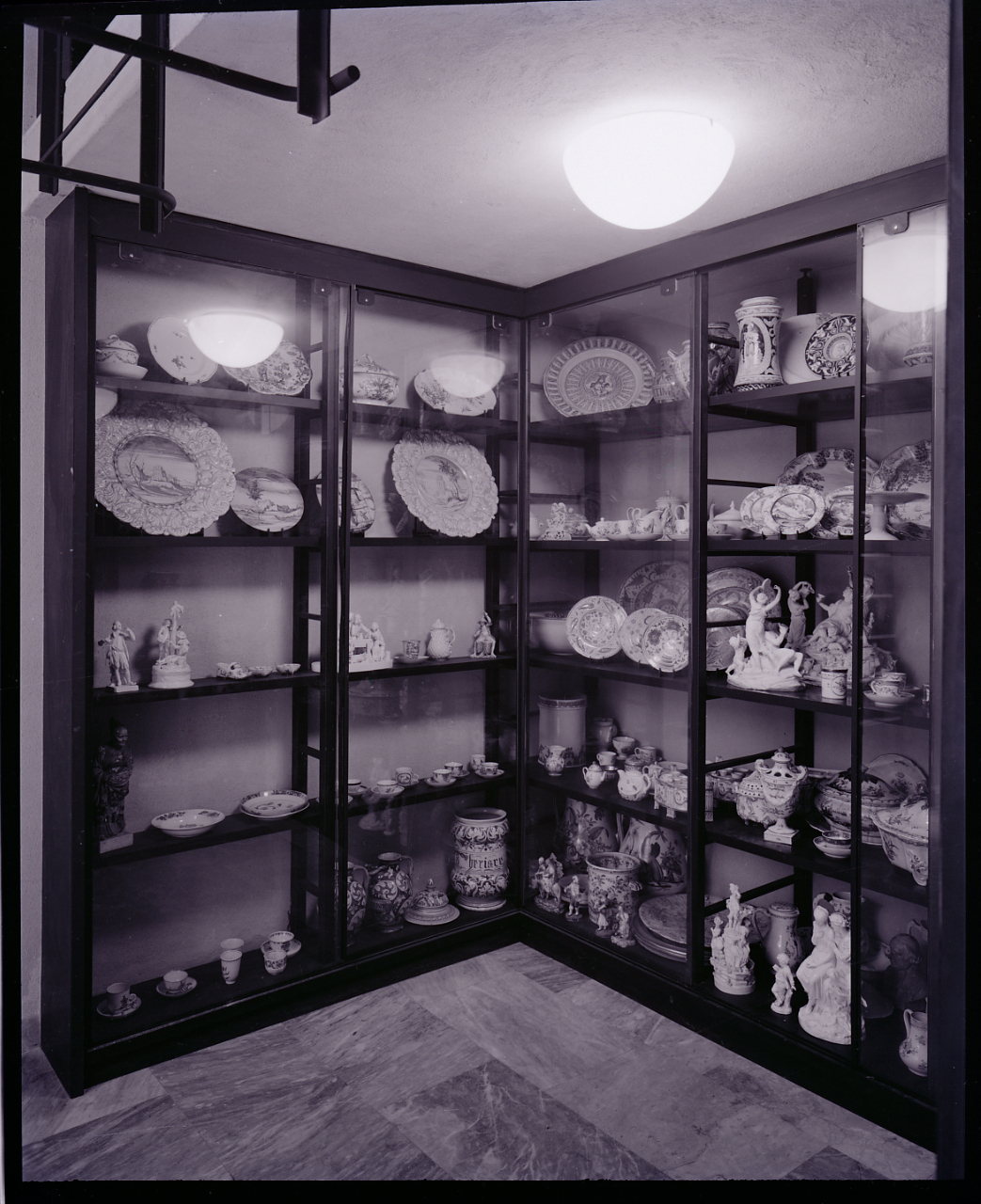

Après 1992, une nouvelle organisation privilégie l'exposition de toutes les œuvres appartenant à la collection Brignole-Sale, déjà partiellement transférée au Palazzo Bianco et en partie conservée en magasins.

## Œuvres principales
Le Guerchin
- Cléopâtre mourante

Véronèse
- Judith et Holopherne

Gregorio de Ferrari
- Primavera

Antoine van Dyck

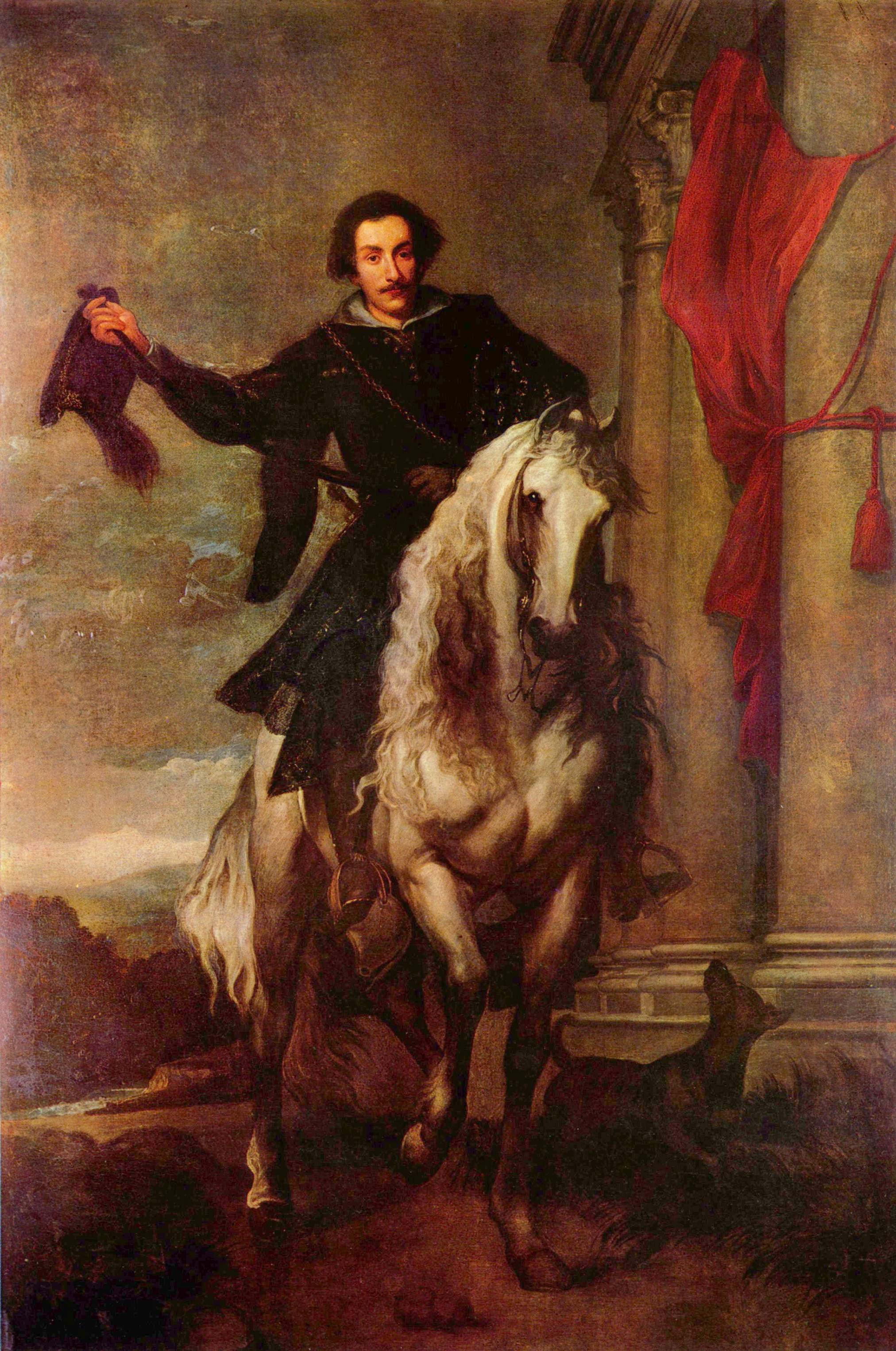
Portrait équestre d'Anton Giulio Brignole-Sale.

- Portrait de Paolina Adorno-Brignole-Sale
- Portrait équestre d'Anton Giulio Brignole-Sale

Albrecht Dürer
- Portrait d'un jeune vénitien

Guido Reni
- Saint Sébastien

Bernardo Strozzi
- La Cuisinière

## Personnalités
- Anna Cantoni (1769-1846) y a vécu avec son mari Gaetano Cantoni

## Sources
- (it) Cet article est partiellement ou en totalité issu de l’article de Wikipédia en italien intitulé « Palazzo Rosso (Genova) » (voir la liste des auteurs).
- (it) Soprintendenza per i Beni Architettonici e Paesaggistici della Liguria.